# قزل آشچی
قزل آشچی (به قزاقی: Qyzylashchy) یک منطقهٔ مسکونی در قزاقستان است که در استان آلماتی واقع شده‌است.